# Iakîmivka, Orativ
Iakîmivka (în ucraineană Якимівка) este localitatea de reședință a comunei Iakîmivka din raionul Orativ, regiunea Vinnița, Ucraina.

## Demografie
Componența lingvistică a localității Iakîmivka
     Ucraineană (99,85%)
     Alte limbi (0,15%)
Conform recensământului din 2001, majoritatea populației localității Iakîmivka era vorbitoare de ucraineană (99,85%), existând în minoritate și vorbitori de alte limbi.